# 浦克

浦克

浦克（1916年—2004年3月17日），原名浦聿方，字非克，男，山东蓬莱人，中国电影演员。他的演艺生涯是从满洲映画协会开始的；后来长期在其后继者——长春电影制片厂工作。

## 交友关系
他与李香蘭（山口淑子）相识多年，共演作品，且曾保有其照片；文化大革命后因遭到告发，在被搜出前将其撕毁。1998年他与李香兰在长春重逢，并透露当年他其实早就知道李香兰是日本人，因为她的佣人对她说日本语；但是并不知道李香兰原名叫山口淑子。

## 电影作品
- 《迎春花》饰王学民
- 《松花江上》
- 《甲午风云》饰 丁汝昌
- 《英雄儿女》饰金大爷
- 《艳阳天》饰马之悦
- 《向阳院的故事》饰石爷爷
- 《两宫皇太后》
- 《人到中年》